# Забрезское кладбище
Забрезское кладбище (бел. Забрэзскія могілкі) — кладбище в деревне Забрезье Воложинского района Минской области. Общая площадь — 0,1 га. Основано в XVI веке.

## История

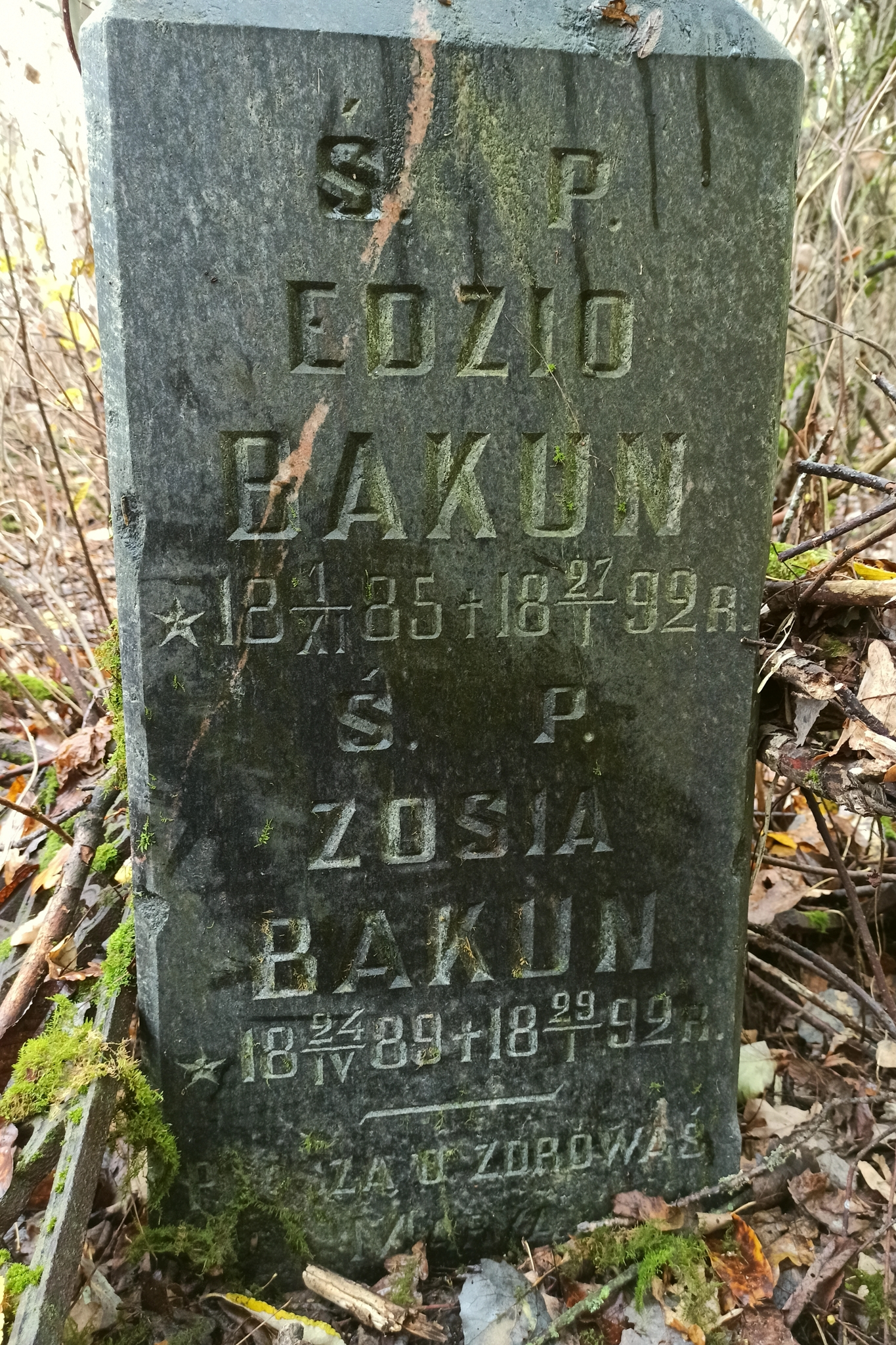
Самое древнее ныне известное захоронение (27.01.1892)

Захоронения на данной территории производились с основания деревни Забрезье с XVI века. Самое древнее ныне известное захоронение датируется 27 января 1892 года. Изначально захоронения производились исключительно людей католического вероисповедания. В начале XX века захоронения воспроизводились независимо от вероисповедания. Во времена СССР территория кладбища сократилась в несколько раз. Условно кладбище разделено на три части; древнее (захоронения до XX века), военное (захоронения военного времени и погибших солдат ВОВ), новое (захоронения послевоенного и нашего времени).

## Среди захороненных на кладбище
На кладбище находятся захоронения:
- солдат Великой Отечественной войны,
- евреев из Воложинского гетто (захоронения времен Великой Отечественной войны),